# Pardomuan (Onan Runggu)
Pardomuan is een bestuurslaag in het regentschap Samosir van de provincie Noord-Sumatra, Indonesië. Pardomuan telt 1022 inwoners (volkstelling 2010).